# Château d'Alcocer
 (novembre 2017).
Le château d'Alcocer était un village musulman fortifié situé sur le site archéologique du La Mora Encantada dans la municipalité aragonaise d'Ateca. Ateca est une commune d’Espagne, dans la province de Saragosse, communauté autonome d'Aragon comarque de Comunidad de Calatayud.

## Résumé historique

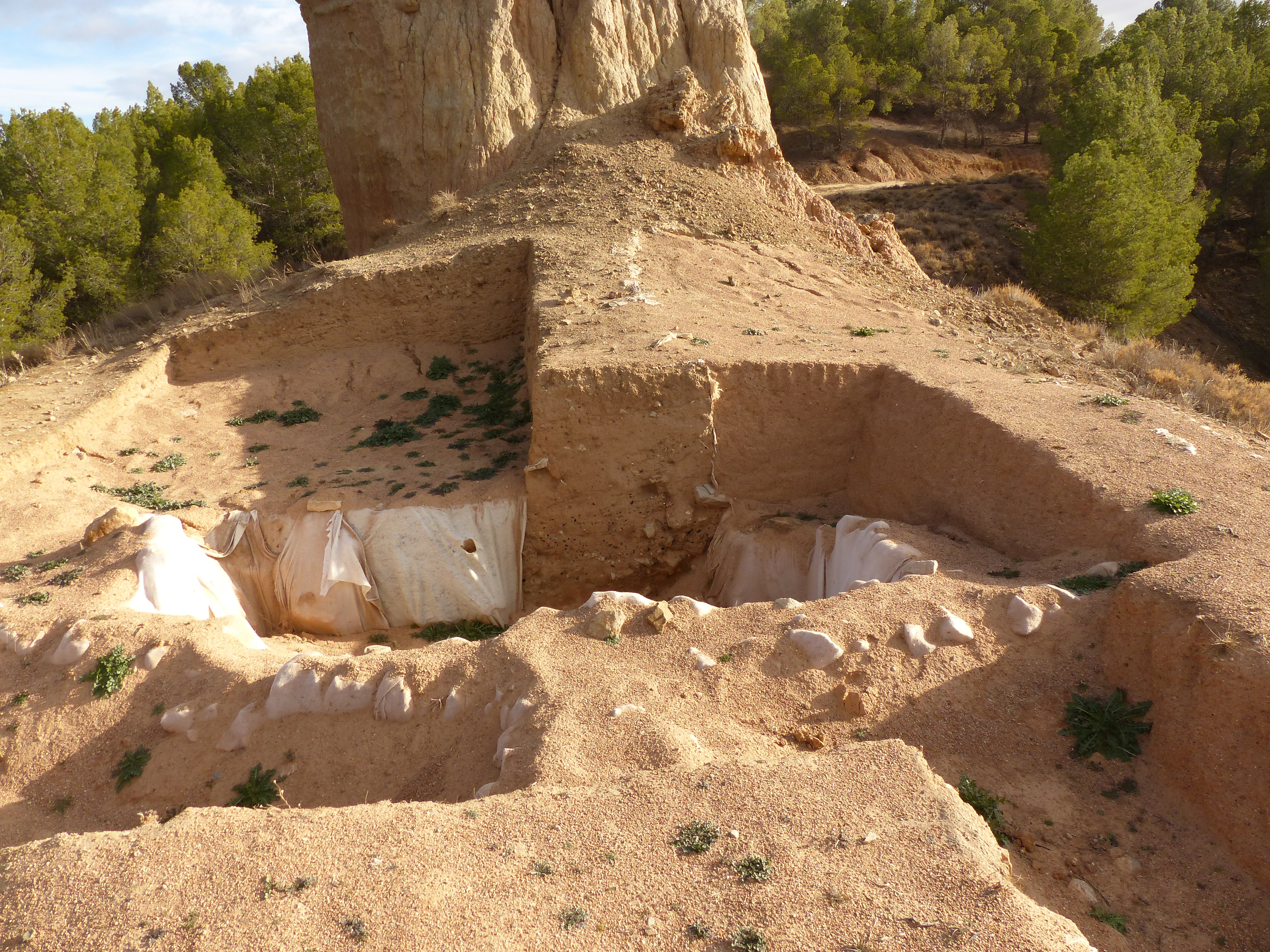
Fouilles archéologiques du château de Alcocer

Situé sur la rive gauche de la rivière Jalón ainsi que Ateca et Terrer, c'est l'un des châteaux les plus importants dans le développement de Cantar de Mio Cid. Les faits qui sont racontés dans le Chant, sont placés en l'an 1081 lors des campagnes réalisées par le Cid lors de son exil. Bien que ces faits n'avaient pas été documentés fiables et considérés comme le fruit exclusif de la source littéraire du Cantar de Mio Cid, des découvertes archéologiques récentes, liées à la narration dans le chant, surtout, se référant aux campagnes en la vallée de Jalón, commencent à repenser si ce qui est raconté dans le chant est une fiction ou a une origine histologique.
Le nom d'Alcocer vient de l'arabe al-Quṣayr (القصير), signifiant "le palazuelo", diminutif arabe d'al-qaṣr (القصر), "alcázar" ou "le palais".
Dans le Cantar de Mio Cid, ces versets apparaissent:
e passo a Alfama, la Foz ayuso va,
passo a Bovierca e a Teca que es adelant
e sobre Alcoçer mio Çid iva posar
en un otero redondo fuerte e grand;
açerca corre Salon, agua nol puedent vedar.
Mio Çid don Rodrigo Alcoçer cueda ganar.
Devant ces vestiges, en traversant la rivière Jalon, au sommet d'une colline, se trouve le camp qui occupait le Cid dans l'otero auquel se réfère le Song, c'est ce qu'on appelle aujourd'hui Otero del Cid ou Cerro de Torrecid.

## Description
Le vestige le plus visible est une grande falaise, qui sont les restes d'une tour massive de tapial qui aurait dû mesurer environ 10 par 16 mètres de base et est très usée. à ses pieds, les fondations des bâtiments existants ont été découvertes lors de fouilles récentes et des plans ont été construits. Il y a des murs d'environ 40 cm de haut et il semble que ce n'était pas un château mais une "fonda" ou un village fortifié.

## Protection juridique
Le château d'Alcocer est inscrit dans le Registre Aragonais des Biens d´Intérêt Culturel étant inclus dans la relation de châteaux considérés d'Intérêt Culturel, dans la section de site archéologique, en vertu des dispositions de la deuxième disposition additionnelle de la loi 3/1999, datée du 10 mars, du patrimoine culturel aragonais. Cette liste a été publiée au Journal officiel d'Aragon le 22 mai 2006.

## Source
- (es) Cet article est partiellement ou en totalité issu de l’article de Wikipédia en espagnol intitulé « Castillo de Alcocer » (voir la liste des auteurs).
- Patrimonio cultural de Aragón
- (es) découvertes archéologiques récentes